# Bellevalia turkestanica
Bellevalia turkestanica là một loài thực vật có hoa trong họ Măng tây. Loài này được Franch. mô tả khoa học đầu tiên năm 1884.